# Guaranésia
Guaranésia é um município brasileiro do estado de Minas Gerais, localizado na Região Geográfica Imediata de Guaxupé. Sua população recenseada em 2022 era de 19 150 habitantes. A área é de 294,828 km² e a densidade demográfica, de 64,95 hab/km².

## História
O Rio Canoas, que banha o município de Guaranésia, era em princípios de século XIX conhecido pelo nome de Rio das Capivaras, porque em suas águas encontravam-se, em grande quantidade, aqueles animais. Todavia, o fato de um emigrante das margens do Rio Canoas (município de Ibiraci), que se fixou entre a Estrada Real e o Rio das Capivaras, haver recebido o apelido de " Canoas", ficou o rio, em cujas proximidades construiu seu rancho, conhecido "rio do Canoas", e depois, Rio Canoas. Da mesma forma, o povoado que próximo dali surgiria, haveria de ficar conhecido por Santa Bárbara das Canoas. "Santa Bárbara" por espírito de devoção de José Maria Uthoa, mais conhecido por "canoas", que mandara construir uma capela bem próximo à sua moradia, sob invocação daquela Santa. 
À véspera da inauguração da citada capela, um fato ocorrido por desígnio da Divina Providência influiu decisivamente na criação da localidade de Santa Bárbara das Canoas. Vários homens, empenhados na derrubada da mata, que então cobria todo o terreno, onde hoje se localiza o perímetro urbano da cidade, presenciaram o que foi divulgado como obra - divina. Ao fugir de um tronco que em sua queda o atingiria, um dos homens caiu ao soto, e, aterrorizado, gritou por Santa Bárbara, eis que uma árvore, arrastada na queda, teve suas raízes projetadas para fora violentamente, atirando para longe o pobre homem, salvando-o de morte certa. Seus companheiros então se prostaram e murmuraram: Milagre! Milagre! Milagre de Santa Bárbara! Dessa maneira, após a missa celebrada no dia seguinte, e ainda impressionados com o acontecido na véspera, José Martins e Manoel Fernandes Varanda acordaram doar terreno à capela de Santa Bárbara, para nele edificar um povoado. Este cresceu rapidamente. Em breve, apareceram os mascates de jóias e os escravos.
E já em 1838, por Alvará Régio de 6 de abril, foi o povoado de Canoas elevado à categoria de Distrito de Paz, com a denominação de distrito de Paz de Santa Bárbara das Canoas, subordinado ao Termo de São Carlos de Jacuí.  
Em virtude do Alvará Régio de 9 de março de 1840, passou o Distrito de Paz de Santa Bárbara das Canoas à jurisdição da nova Comarca de Sapucaí, que tinha por sede a Vila de Campanha da Princesa.  
Pela lei de maio de 1855, foi a capela do Distrito de Paz elevada a categoria de Curato, pertencente à Comarca eclesiástica da Paróquia de São Carlos do Jacuí. 
O município foi criado por força da Lei Estadual número 319, de 16 de setembro de 1901, com a denominação de Guaranésia, que significa " pássaro da ilha". Tal topônimo foi escolhido pelo Senador Júlio Tavares, de uma lista de três, sendo os outros, Gardênia e Tavarésia. 
Em 18 de setembro de 1915, a Lei Estadual n.º 663 eleva a Vila de Guaranésia à categoria de cidade.

## Geografia

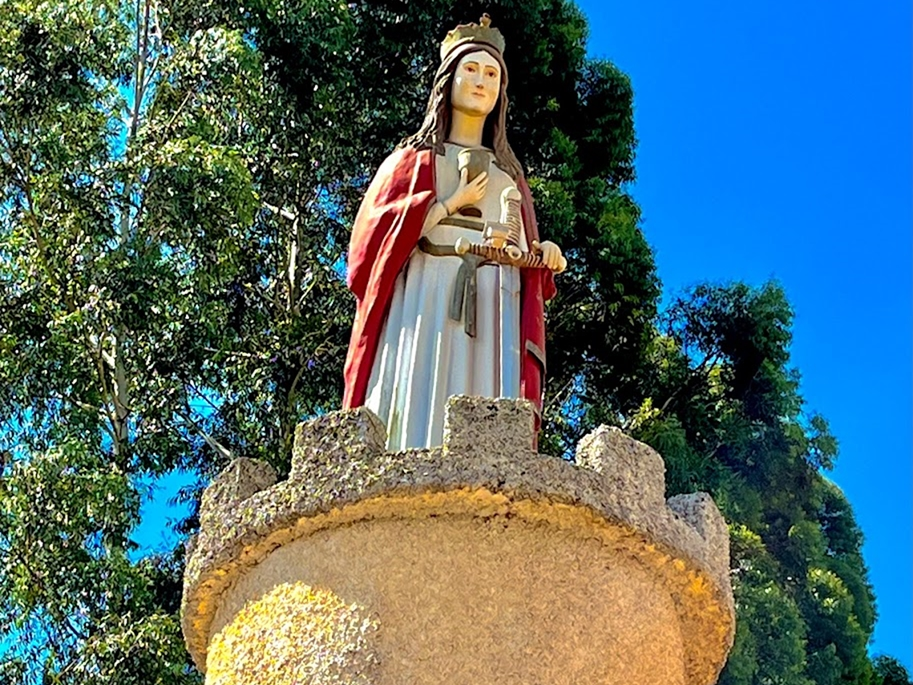
Imagem de Santa Bárbara

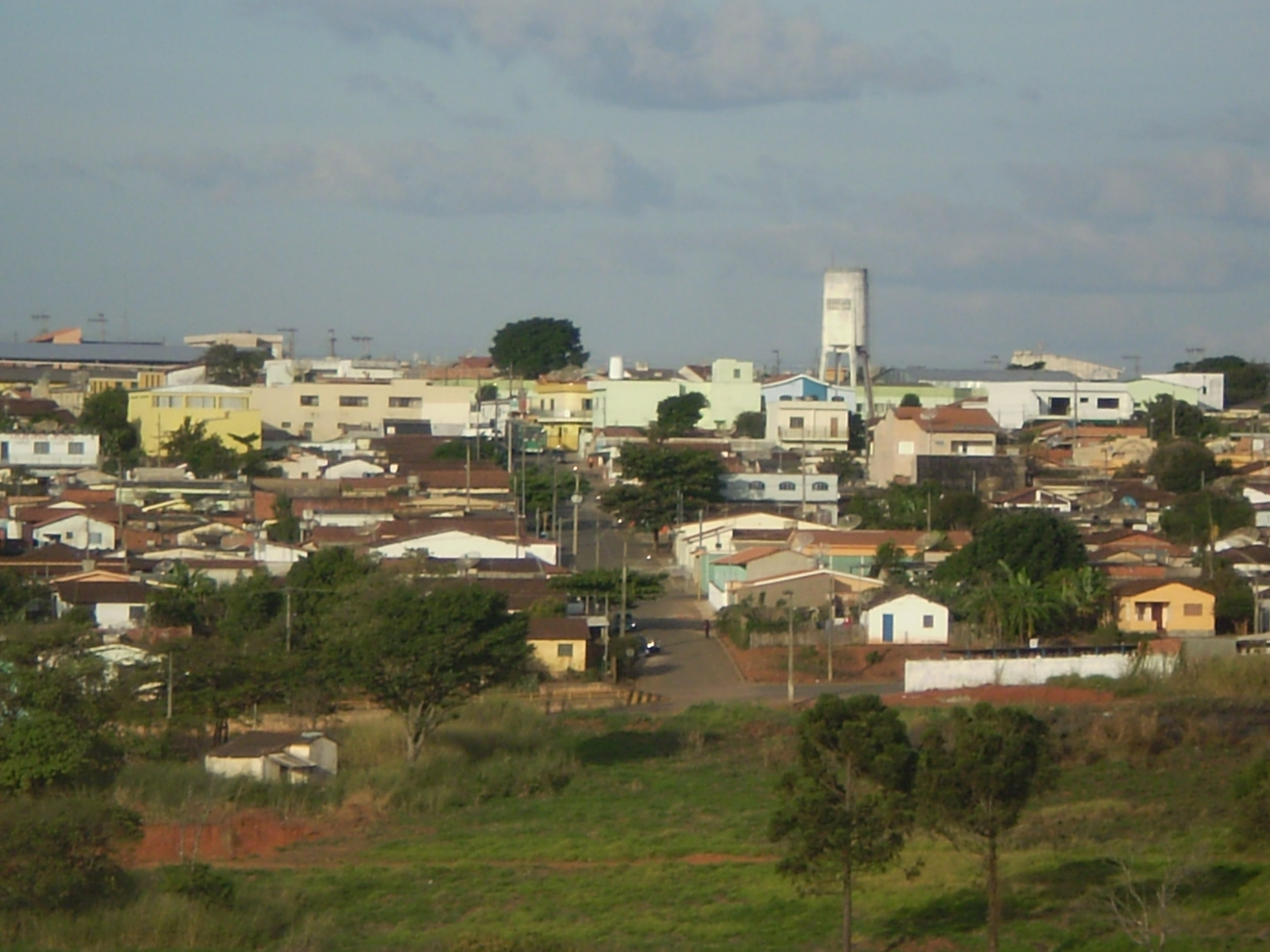
Guaranésia

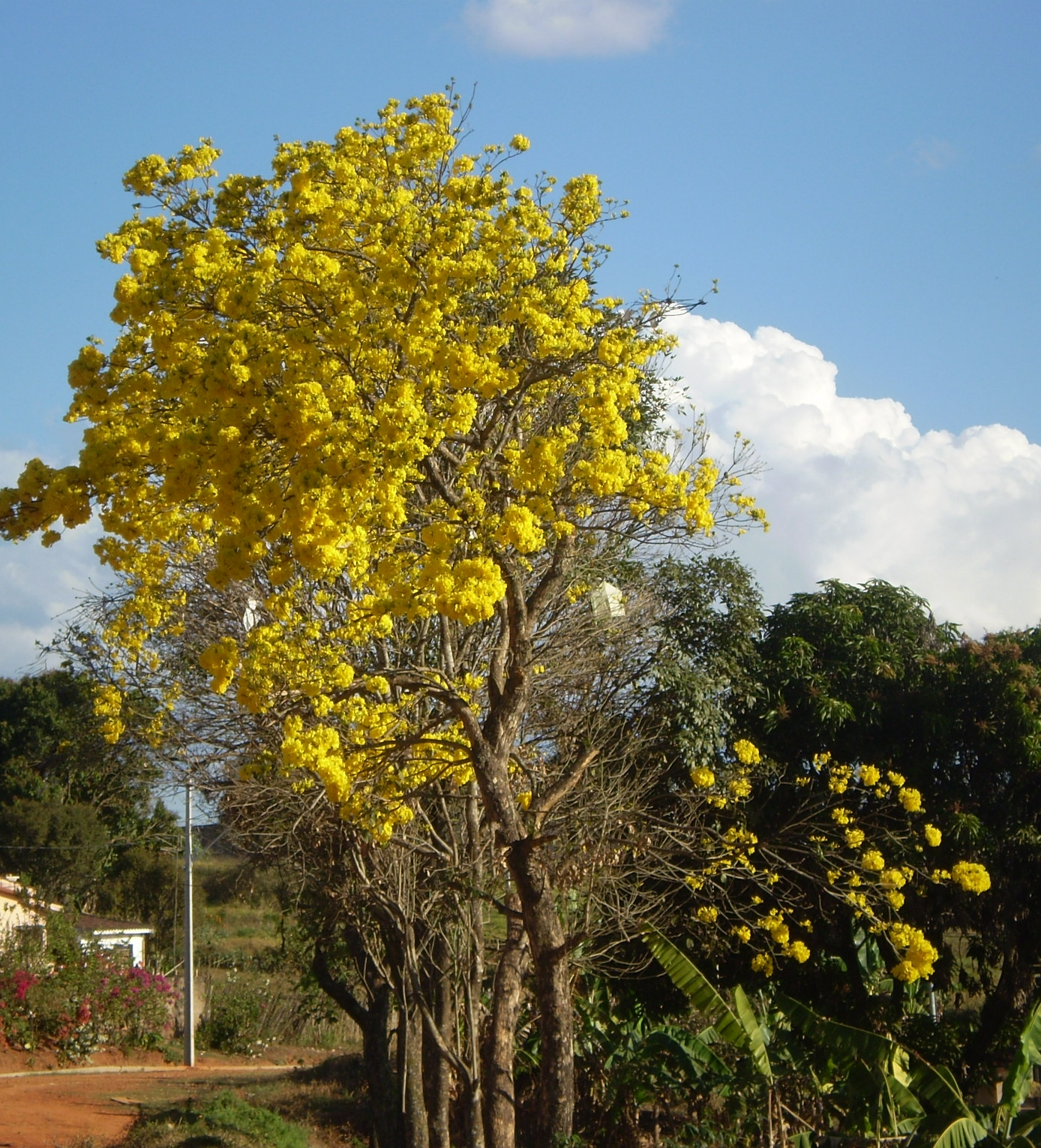
Ipê

### Localização
A comunicação de Guaranésia com os demais municípios se faz através de linhas rodoviárias regulares. Estão incluídos em sua extensão territorial, além da sede municipal, mais um distrito, Santa Cruz da Prata, e mais 8 comunidades, povoados ou bairros rurais considerados principais. O distrito de Santa cruz da Prata situa-se a 16 km de distância da sede municipal.
O acesso a Guaranésia se dá, a partir da cidade de Belo Horizonte, capital do Estado de Minas Gerais, através do percurso BR-262; MG-050 e BR-491.

### Educação
- Ensino Fundamental e Médio;
- Escola Estadual Alice Autran Dourado (Ginásio);
- Escola Municipal Carvalho Brito;
- Escola Estadual Geraldo Ribeiro Dias (Santa Cruz Do Prata);
- Escola Municipal Dom Inácio João Dal Monte;
- Escola Municipal Olavo Vilas Boas;
- Colégio Alternativo (Particular);
- Centro Educacional Serelepe (Particular);
- Centro Educacional Primeiros Passos (Particular);
- Centro Educativo e Social De Guaranésia(CESG);
- Centro De Apoio À Criança (Cac);
- Associação dos Pais e Amigos dos Excepcionais de Guaranésia (Apae).
- Centro Municipal de Educação Infantil Professora Tereza Cristina Faiad Minchillo(Cemei)
- Telecentro Comunitário (Aulas de Informática gratuitas destinadas à população)

### Cultura e Preservação da Memória
A cidade de Guaranésia possui a Casa da Memória criada por Lei Municipal e inaugurada em 2001. Um Museu multimídia sobre a história da cidade e dos seus habitantes, atualmente está situado na antiga Fepasa. Foi organizada pelo museólogo Prof. Ivan Soares David, natural de Guaranésia, assim como o Centro Cultural Profa. Fernandina Tavares Paes inaugurado em 1988. A cidade possui também o Conselho do Patrimônio Artístico e Cultural.                                                                                                                                              
Duas vendas centenárias são opções de visita. Petiscos e cervejas ao som de música e viola. "Venda do Fernando", na Fazenda Onça e "Venda Alto do Minchillo", próxima ao trevo onde há o monumento à Santa Bárbara.

### Economia
A atividade econômica do município de Guaranésia está baseada na agropecuária,sendo que nos últimos anos a atividade industrial do município demonstra grande expansão.

### Agropecuária
As principais atividades do município no meio agrícola baseiam-se na produção do café, da cana-de-açúcar, milho, arroz, feijão e laranja. Sendo que o café e a cana-de-açúcar são os produtos de maior peso no agronegócio do município, com as respectivas produções: (café-9.288 toneladas, cana-de-açúcar-209.100 toneladas) .
- Fonte-I.B.G.E-2008.

### Pecuária
Pela tradição e geografia regional, a pecuária do município se destaca na criação do gado leiteiro, com um total de 5.493 cabeças de vacas ordenhadas (dados do I.B.G.E-2008). O Município ainda desenvolve a criação de: suínos, equinos, muares, caprinos, ovinos e galináceos.

### Indústria

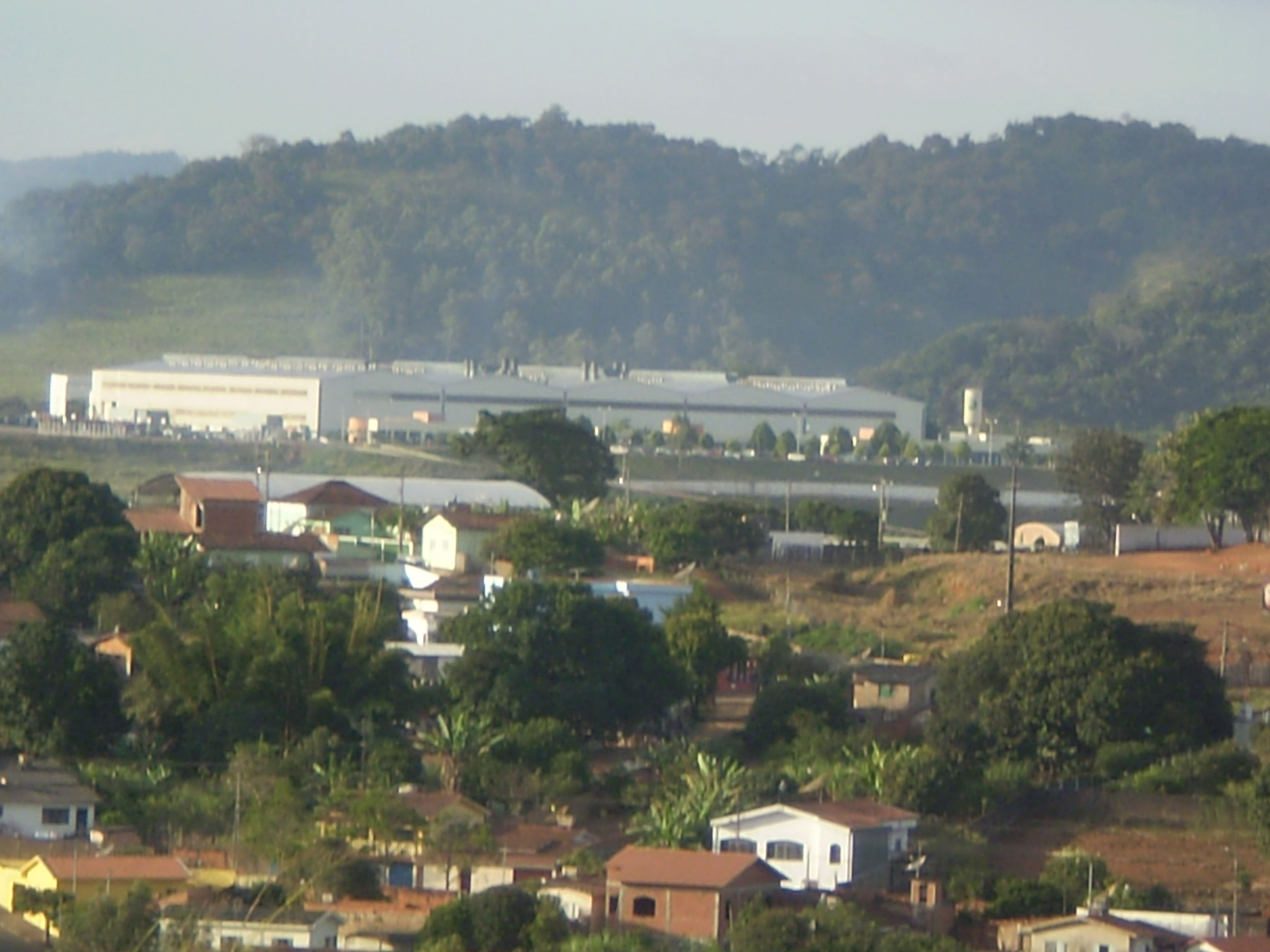
Vista parcial da Quicke do Brasil (Antiga SIAC)

A produção industrial do Município engloba desde as pequenas empresas à indústrias de grande porte. Sendo o setor mais notável a indústria têxtil, que vai de prestação de serviços, como bordados e estampagem à grandes indústrias de fiação.

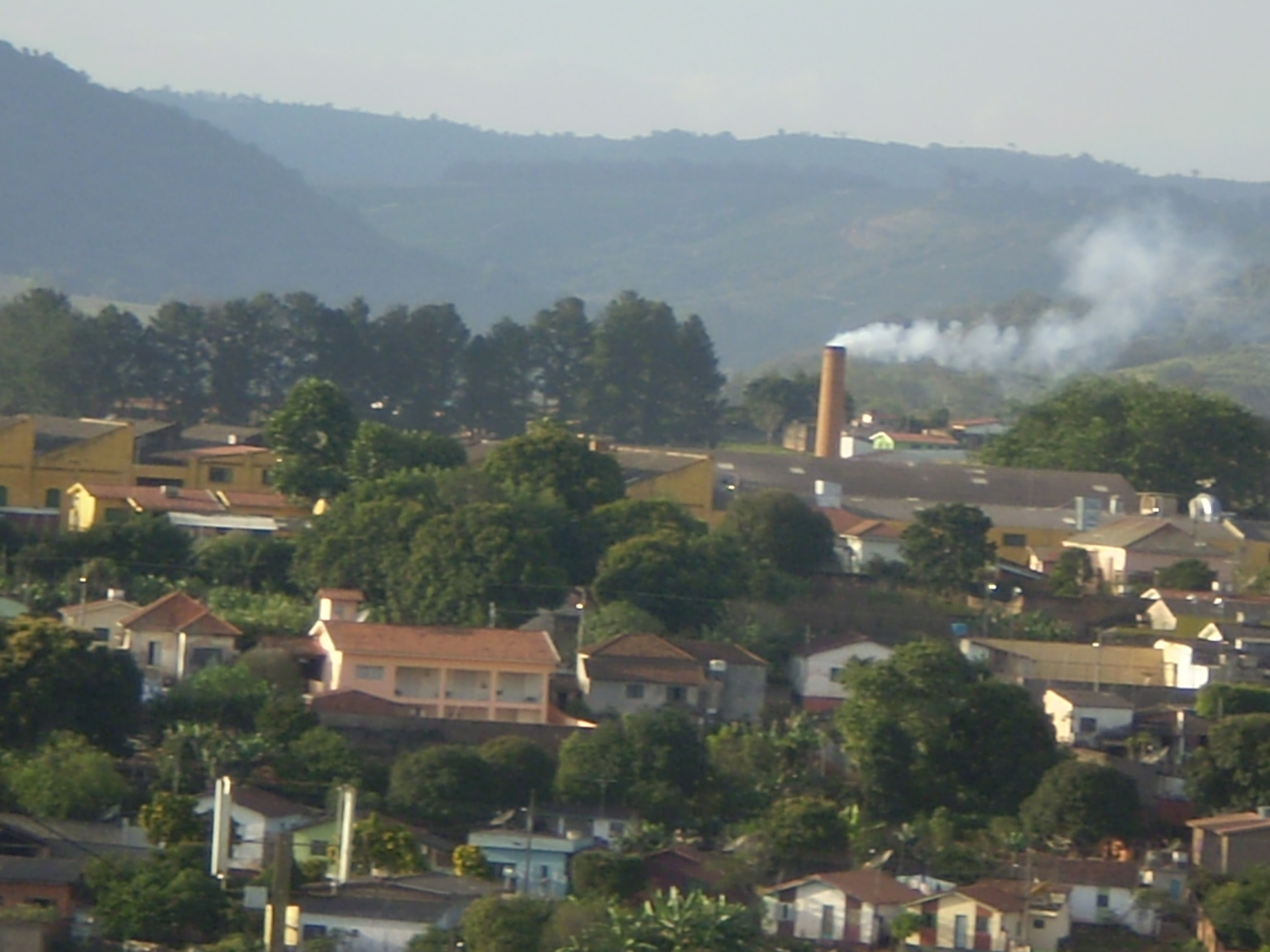
Vista parcial da Fábrica Santa Margarida

### Comércio
O comércio local na última década se desenvolveu aceleradamente. Com o crescimento da chamada "parte alta da cidade" (bairros geograficamente mais altos que a região central), o comércio migra-se então principalmente para bairro Bom Jesus, concentrando-se na rua Francisco Monteiro Dias, conhecida como a "rua do comércio", onde é possível encontrar praças de alimentações, restaurantes, variedades, confecções e bens de consumo duráveis.